# Првенство Југославије у малом рукомету за мушкарце 1953.
Првенство Југославије у малом рукомету за мушкарце 1953. је било прво рукометно такмичење за првенство Југославије у мушкој конкуренцији.
До 1952. године у Југославији се играо само велики рукомет. Од те године почео је нагло да се шири мали рукомет и брзо се уврстио међу најмасовније спортове у Југославији. Популарност је била нарочито велика у школама. Број екипа великог рукомета, прво оних женских, а касније и мушких нагло се смањивао у корист малог рукомета.
Последње првенство у великом рукомету за мушкарце одиграно је 1958. године. Пошто су се угасили скоро сви клубови великог рукомета у земљи, прешло се на играње малог рукомета, који ускоро мења име у рукомет.
Првенства Југославије у рукомету од 1953. до 1957. играна су по принципу турнира где су се све екипе нашле у одређеном месту и за 2 до 3 дана одиграли првенство. Прво првенство по лига систему одиграно је 1958. године.
Првом првенство је одржано у Вировитици 5 и 6. септембра одиграно је уз учешће само три екипе. Играло се по једноструком бод систему (свако са сваким једну утакмицу).
Учесници су били:
- Динамо, Панчево
- Локомотива, Вировитица
- Првомајска Загреб

## Резултати
| Утак. | Клуб, Место            | Резултат | Клуб, Место            |
| ----- | ---------------------- | -------- | ---------------------- |
| 1.    | Локомотива, Вировитица | 9 : 7    | Динамо, Панчево        |
| 2.    | Првомајска, Загреб     | 18 : 10  | Динамо, Панчево        |
| 3.    | Првомајска, Загреб     | 22 : 11  | Локомотива, Вировитица |

## Коначан пласман
| Плас. | Тим        | ИГ | Д | Н | ИЗ | ГД | ГП | ГР   | Бод |
| ----- | ---------- | -- | - | - | -- | -- | -- | ---- | --- |
| 1     | Првомајска | 2  | 2 | 0 | 0  | 40 | 21 | +19  | 4   |
| 2     | Локомотива | 2  | 1 | 0 | 1  | 20 | 29 | -9   | 2   |
| 3     | Динамо     | 2  | 0 | 0 | 2  | 17 | 27 | - 10 | 0   |

ИГ = одиграо, Д = победио, Н = нешерио, ИЗ = изгубио, ГД = голова дао, ГП = голова примио, ГР = гол-разлика, Б = бодова